# Даугавпилсский краеведческий и художественный музей

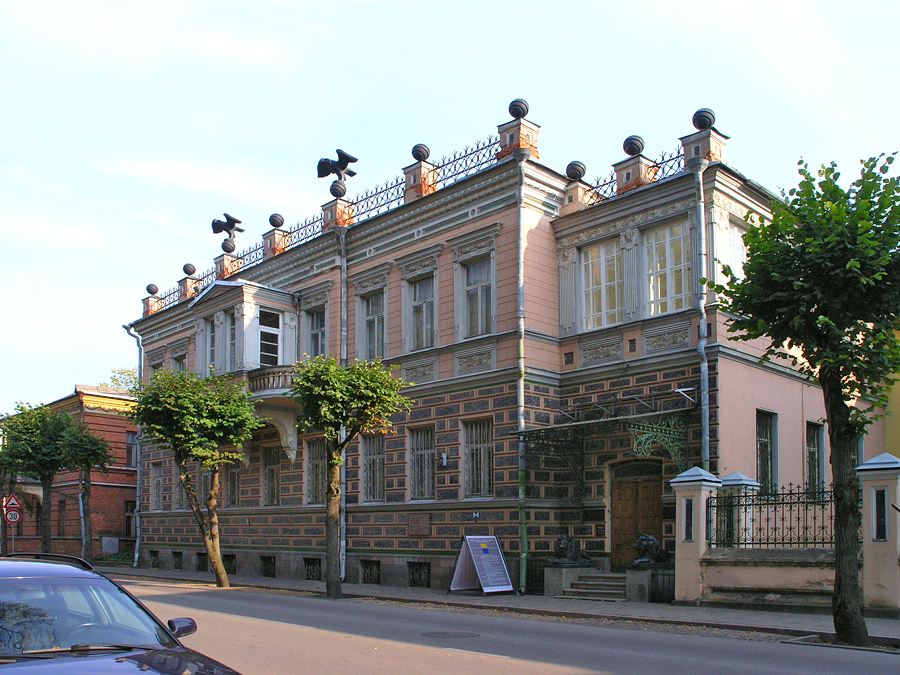
Даугавпилсский музей осенью 2011 года

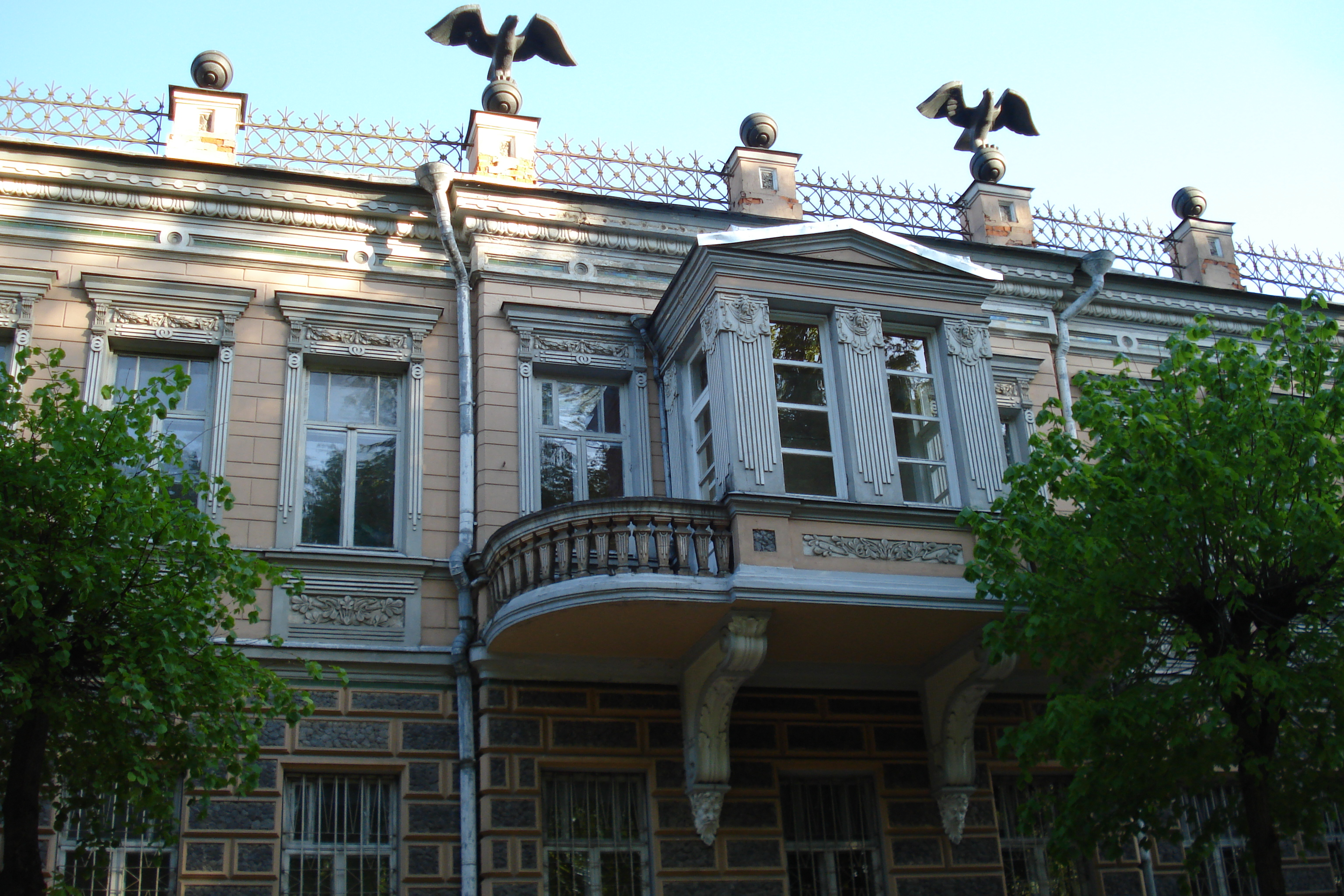
Даугавпилсский музей

Даугавпи́лсский краеве́дческий и худо́жественный музе́й (латыш. Daugavpils Novadpētniecības un mākslas muzejs) — основной музей в Даугавпилсе, действующий с 1938 года. Располагается на улице Ригас.

## История

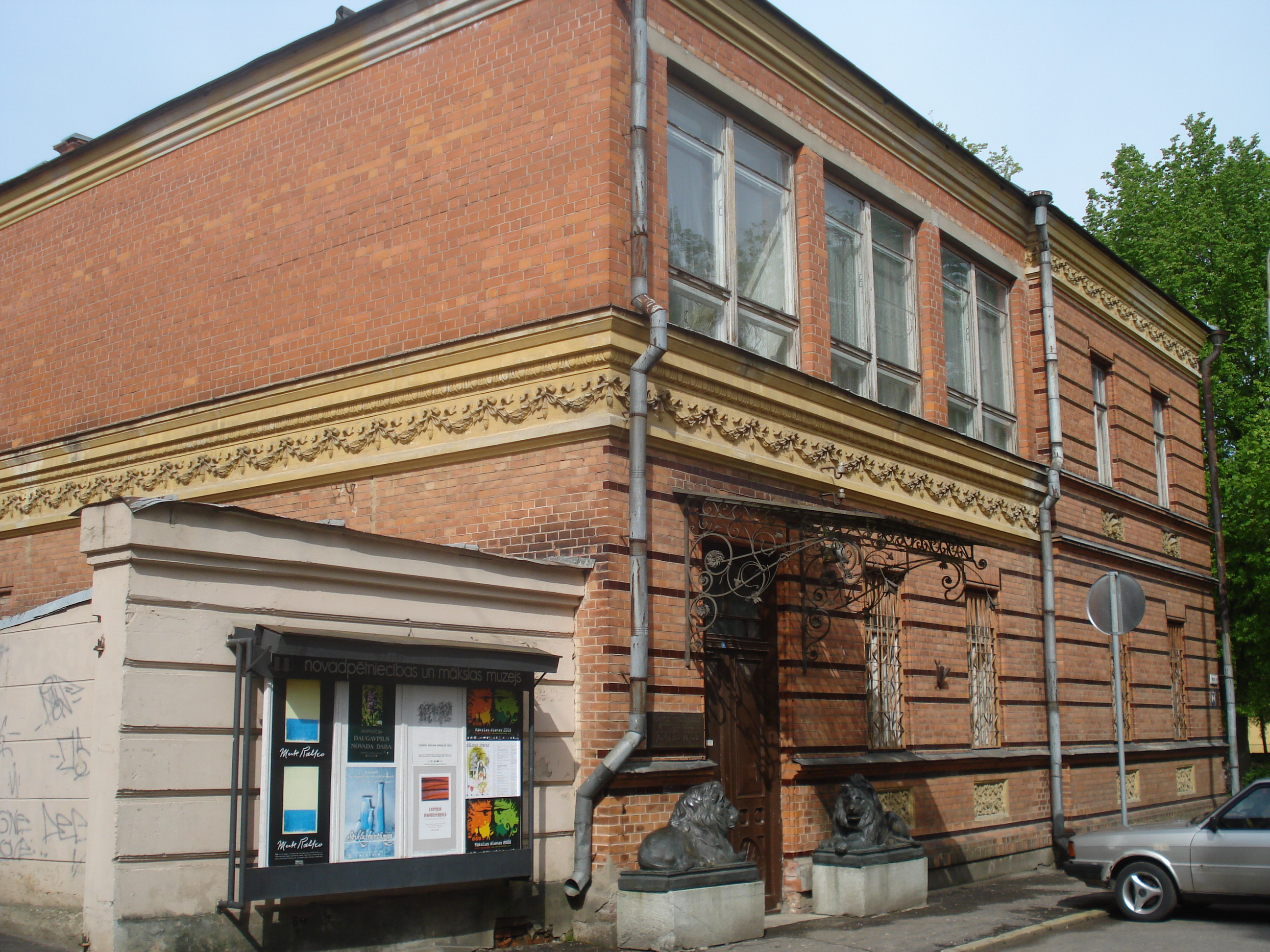
Выставочный зал музея (второе здание)

30 мая 1938 года состоялось официальное открытие Даугавпилсского отделения Государственного исторического музея, директором которого стал О. Калейс. В первые годы экспозиция музея знакомила посетителей с археологическими находками с берегов реки Двиете и озера Лубанс, а также из раскопок Ерсикского и Дигнайского городищ. Также были представлены костюмы и керамика.
- С 1944 года размещался в здании по ул. 5 августа,3 (ныне улица Виенибас,3)
- С 1945 года — краеведческий музей.
- В 1959 году — музей переехал в здание, построенное в 1883 году по ул. Ригас 8.
- В 1967 году Даугавпилсскому краеведческому музею дополнительно было передано рядом стоящее 2-этажное здание по улице Музея 7.
- В конце 1980-х годов со внутренней стороны музея пристроили новую часть, в которой размещаются 2 выставочных зала, кабинеты и музейные хранилища. Образовался/возник «Музейный дворик».

## Директора
- Калейс, Оскар - 30 мая 1938-1940 , первый директор городского музея
- Бурунов, Алексей Васильевич
- Гулбис, Арнольд
- Гиптере, Рута 1994-13 июня 2024[1].
- Июнь 2024, и.о. Директора музея Махлин,А.Г.-, до проведения конкурса на должность директора[2].
- 3 сентября 2024 - и.о. Директора музея назначена мэрией/магистратом Чибле, Лига[3].

## Экспозиции
В настоящее время фонды музея насчитывают около 90 тысяч музейных предметов. Экспозиция «История и культура Даугавпилсского края» рассказывает об истории края с IX тысячелетия до н. э. по 1940 год. В 2008 году к празднованию 70-летия музея была открыта экспозиция, посвящённая Даугавпилсу в советское время. В ней также представлены фотографии разрушенного города и модель уменьшенного паровоза. В 1999 году открылась экспозиция «Природа нашего края», в которой представлены животные (мумифицированные) и большое количество насекомых, которых можно встретить в окрестных территориях. Кроме того, в музее представлены растения, занесённые в Красную книгу. В одном из залов музея находится макет Динабургского замка. В этом зале также есть возможность увидеть скелет человека, найденный в 1980-х годах при проведении земельных работ. В музее часто проводятся конкурсы среди учеников городских школ. В «Музейном дворике» во время мероприятий устанавливается небольшая сцена, скамьи и проводятся различные спектакли и ярмарки.
С 2006 года каждый год в мае проводится акция «Ночь музеев».
По данным информационного туристического центра, в 2007 году Даугавпилсский краеведческий и художественный музей посетили около 15 000 человек.